# دتوم
دتوم (به آلمانی: Dettum) یک شهر در آلمان است که در وولفنبوتل واقع شده‌است. دتوم ۱٬۳۰۲ نفر جمعیت دارد.